# Велла, Джордж
Джордж Уильям Велла (англ. George William Vella; род. 24 апреля 1942, Зейтун, британская колония Мальта) — мальтийский политик и 10-й президент Мальты с 4 апреля 2019 по 4 апреля 2024 года. Он был министром иностранных дел Мальты с 1996 по 1998 год, при премьер-министре Альфреде Санте и при премьер-министре Джозефе Мускате с 2013 по 2017 год. Он был избран единственным кандидатом на непрямых президентских выборах 2019 года в Мальте и был приведён к присяге в качестве 10-го президента Мальты 4 апреля 2019 года.

## Биография
Велла родился в Зейтуне в 1942 году. Он женат на Мириам (урожденная Грима). У него две дочери и сын, а также семь внуков.
Велла окончил медицинский факультет в 1964 году, получил сертификат в области авиационной медицины из Фарнборо (Великобритания) и был специалистом в области семейной медицины.

## Карьера

### Лейбористская партия
Велла вступил в Лейбористскую партию и начал свою парламентскую карьеру в 1976 году. Затем он был избран членом парламента в январе 1978 года, и во время 1981, 1992, 1996, 1998, 2003, 2008 и 2013 всеобщих выборов. В качестве члена парламента он представляет 3-й и 5-й округа.

### Служба за границей
В 1978 году Велла был заместителем члена Парламентской ассамблеи Совета Европы и докладчиком по вопросу о загрязнении моря из морских источников на конгрессе местных и региональных властей Европы (CLRAE). С января по май 1987 года он являлся постоянным представителем Мальты в Совете Европы.

### Заместитель лидера
В 1992 году Велла был избран заместителем лидера Лейбористской партии по парламентским вопросам и пресс-секретарем по иностранным делам. Он занимал пост заместителя председателя совместного парламентского комитета ЕС/Мальты.

## Иностранные дела
С 1995 по 1996 год Велла был членом делового комитета Палаты представителей и парламентского комитета по иностранным делам.

### Заместитель премьер-министра и министр иностранных дел
Он был назначен заместителем премьер-министра и министром иностранных дел и окружающей среды в октябре 1996 года и снова в марте 2013 года, до июня 2017 года.
Велла заявил о своей поддержке кампании по созданию парламентской ассамблеи Организации Объединённых Наций-организации, которая выступает за демократическое реформирование Организации Объединённых Наций и создание более подотчётной международной политической системы.

## Награды

### Национальные награды
- Кавалер Ордена Заслуг

- Великий Магистр и почетный кавалер Ордена Заслуг, Мальта, по праву президента Мальты

- Великий Магистр Ордена «На благо Республики»

### Иностранные награды
- Почетный Рыцарь-Командор Ордена Святого Михаила и Святого Георгия (Великобритания)

- Большой крест pro Merito Melitensi Ордена Заслуг pro Merito Melitensi (Мальтийский орден)

- Рыцарь Большого креста Ордена Святой Агаты (Сан-Марино)

- Великий Командор Ордена Почёта (Греция)

- Орден Трёх звёзд I степени с цепью (5 февраля 2024 года, Латвия)[5]

- Большой крест с цепью ордена «За заслуги перед Итальянской Республикой» (18 марта 2024 года, Италия)[6]